# Alpioniscus medius
Alpioniscus medius är en kräftdjursart som beskrevs av Carl 1908. Alpioniscus medius ingår i släktet Alpioniscus och familjen Trichoniscidae. Inga underarter finns listade i Catalogue of Life.